# Матоушек, Томаш
Томаш Матоушек (словац. Tomáš Matoušek; род. 15 августа 1992 года, Банска-Бистрица, Чехословакия) — словацкий хоккеист, правый/левый нападающий. Выступает за «Слован» (Братислава) в Континентальной хоккейной лиге.

## Карьера
Воспитанник хоккейной школы ХК «Банска Быстрица». Выступал за ХК «Банска Быстрица».
В чемпионатах Словакии — 49 матчей (5+10), в плей-офф — 3 матча (0+0).
В составе молодежной сборной Словакии участник чемпионатов мира 2011 и 2012. В составе юниорской сборной Словакии участник чемпионата мира 2010.